# Sinfonía n.º 22 (Miaskovski)
La Sinfonía n.º. 22 en si menor op. 54 de Nikolái Miaskovski es denominada Sinfonía-Balada. Está escrita en tres movimientos. Habiendo sido acabada en 1941, es la primera <<sinfonía de guerra>> soviética, anterior a la Sinfonía n.º. 7 de Shostakovich, eco de los primeros acontecimientos trágicos, traducidos primero de una menera meditativa antes de convertirse en descriptiva en la parte central y en el Andante final. La conclusión en modo mayor da la última palabra a la esperanza de victoria.
Su duración es aproximadamente de treinta y cinco minutos.